# Infiniti Q30
A Infiniti Q30 é um veículo compacto hatchback produzido pela Infiniti, utiliza a mesma plataforma do Mercedes-Benz Classe A resultado de uma parceria da Nissan com a Mercedes-Benz.